# Erna Hedwig Hofmann
Erna Hedwig Hofmann (* 3. November 1913; † 1. August 2001 in Potsdam) war eine Publizistin und Chronistin des Dresdner Kreuzchors.

## Geschichte
Erna Hedwig Hofmann absolvierte eine Ausbildung an der Sächsischen Landesbibliothek in Dresden, wahrscheinlich als Bibliothekarin. Danach war sie in Marienberg im Erzgebirge tätig und anschließend im Landeskirchenamt der Evangelisch-Lutherischen Landeskirche Sachsen als Sekretärin.
Seit 1947 arbeitete Erna Hedwig Hofmann für den Dresdner Kreuzchor als Sekretärin. Sie wurde die wichtigste Vertraute des Kreuzkantors Rudolf Mauersberger.
Nach dessen Tod 1971 wechselte sie an das Diakonissenhaus in Potsdam-Hermannswerder.
1980 siedelte sie nach West-Berlin über.
Erna Hedwig Hofmann starb 2001 in Potsdam. Ihr Grab befindet sich in Mauersberg, wo auch Rudolf Mauersberger bestattet wurde.

## Publikationen
Erna Hedwig Hofmann war eine wichtige Chronistin des Dresdner Kreuzchors und von Leben und Werk von Rudolf Mauersberger.
Monografien
- Capella Sanctae Crucis. Der Dresdner Kreuzchor in Geschichte und Gegenwart, 1956, mehrere Neuauflagen, ausgezeichnet als eines der Schönsten Bücher der DDR 1957, Übersetzungen in die englische, französische und tschechische Sprache
- Alle Künste rühmen den Herrn. Die Kreuzkapelle zu Mauersberg, 1957
- Begegnungen mit Rudolf Mauersberger. Dankesgabe eines Freundeskreises zum 75. Geburtstag des Dresdner Kreuzkantors, Evangelische Verlagsanstalt Berlin [1964] Digitalisat; 6. Auflage Neubearbeitung 1977, qls Herausgeberin mit Ingo Zimmermann
- Kreuzchor anno 45. Roman über den Kantor und seine Kruzianer, 1967
- Die Kreuzkapelle Mauersberg und ihr Stifter, 1976

Autobiographisches
- Stationen auf dem Weg zu meinem Standort, in Fahndungen. 22 Autoren über sich selbst, 1975, S. 87–111